# Batodonoides vanhouteni
Espèce
Batodonoides vanhouteni est une espèce fossile de petits mammifères insectivores de la famille des Geolabididae. On pense qu'il pourrait s'agir de la plus petite espèce de mammifères qui ait jamais vécue. Il a vécu il y a 53 millions d'années, au début de l'Éocène (Yprésien), en Amérique du Nord.

## Systématique
Batodonoides vanhouteni a été décrit en 1998 par Jonathan I. Bloch (d), Kenneth D. Rose (d) Philip D. Gingerich. L'unique fossile découvert, l'holotype, consiste en une mandibule portant seulement quelques dents. À partir de la taille de la molaire, on a estimé que son poids était compris entre 0,93 et 1,82 g, la valeur la plus vraisemblable étant de 1,3 g.

## Étymologie
Son nom spécifique, vanhouteni, lui a été donné en l'honneur de Franklyn B. Van Houten (d) (1914-2010), géologue et professeur à l'université de Princeton qui a donné le nom à la formation de Willwood (d) où ont été collectés les restes fossiles.

## Publication originale
- (en) Jonathan I.Bloch, Kenneth D. Rose et Philip D. Gingerich, « New Species of Batodonoides (Lipotyphla, Geolabididae) from the Early Eocene of Wyoming: Smallest Known Mammal? », Journal of Mammalogy, Baltimore, Allen Press (d), OUP et ASM, vol. 79, no 3,‎ août 1998, p. 804-827 (ISSN 0022-2372 et 1545-1542, OCLC 1800234, DOI 10.2307/1383090, JSTOR 1383090, lire en ligne).